# Un angelo scende a Babilonia
Un angelo scende a Babilonia (tedesco: Ein Engel kommt nach Babylon) è una commedia in tre atti in lingua tedesca di Friedrich Dürrenmatt scritta nel 1954.
Ambientata in un'epoca non ben specificata al tempo dell'impero Babilonese, narra in modo fantastico i motivi che hanno spinto Nabucodonosor, re di Babilonia, a costruire la celebre Torre di Babele.

## Trama
Un angelo riceve da Dio il compito di assegnare Kurrubi, fanciulla meravigliosa che impersona la grazia divina, al più povero mendicante presente sulla Terra. Dopo un lungo viaggio iniziato nei pressi della nebulosa Andromeda, egli atterra nei pressi di Babilonia, capitale dell'Impero babilonese, sulla riva del fiume Eufrate.
Qui si mette alla ricerca del mendicante, scoprendo ben presto, però, che le istruzioni del cielo non corrispondono con la situazione con cui egli si ritrova ad avere a che fare.
Il re di babilonia Nabucodonosor, infatti, sta intraprendendo una politica volta ad azzerare il numero di mendicanti presenti sulla Terra, e nel tentativo di convincere anche l'ultimo di essi egli si traveste come loro.
L'angelo e il re, entrambi alla ricerca dell'ultimo mendicante Akki ed entrambi vestiti da mendicanti, si trovano dunque in una situazione di equivoci e inganni che ribalterà l'esito della missione divina.
Dopo una lunga sfida all'ultimo accattonaggio fra il re e Akki, infatti, l'angelo decreta che Nabucodonosor è il mendicante più sfortunato, e gli affida la fanciulla Kurrubi rivelandosi per ciò che è realmente. Egli si invola, poi, abbandonando momentaneamente la fanciulla sulla Terra.
Kurrubi viene rifiutata da Nabucodonosor, convinto che il cielo si stia facendo beffe di lui, e viene data in scambio ad Akki per l'ex re Nembrotte, attaccato prima durante la sfida. Viene dunque costretta ad imparare il mestiere di mendicante, attirando su di sé le attenzioni del popolo babilonese.
L'angelo torna per controllare la situazione, e trova Kurrubi infelice per non aver potuto restare con Nabucodonosor, che credeva un mendicante puro di cuore.
Nel frattempo il popolo, intimorito e come risvegliato dall'arrivo dell'angelo, sotto la guida del banchiere Engibbi sottrae ad Akki la fanciulla per farla propria regina, e la porta verso il palazzo reale.
Akki contemporaneamente riesce ad ottenere il mestiere di Boia di corte con l'inganno, sfuggendo a morte certa.
A palazzo Nabucodonosor viene informato della situazione, e teme un'insurrezione da parte del popolo. Fa portare a sé la fanciulla, e cerca tramite il teologo capo di convincerla a sposarlo, inutilmente. Kurrubi infatti non accetta l'idea che quello che credeva un mendicante sia ora un re, e rifiuta matrimonio e incarico di regina.
Il popolo nel frattempo insorge, costringendo Nabucodonosor a restituire la fanciulla, ma dopo un breve discorso del re nessuno si assume più il compito di vegliare su di lei. Kurrubi viene perciò affidata al boia, ovvero Akki travestito, che la porterà lontano salvandola dalla morte a cui era stata destinata dal re.
Nabucodonosor, invece, sempre più deciso a vendicarsi del cielo che lo ha ingannato così beffardamente, decide di sfidare Dio costruendo la torre più alta che si sia mai vista, la Torre di Babele.
| Controllo di autorità | GND (DE) 4378153-6 |